# CS Gloria Bistrița
A Clubul Sportiv Gloria 2018 Bistrița-Năsăud, vagy  egyszerűen csak  Gloria Bistrița  egy kézilabdacsapat Besztercében, Romániában. Női szakosztályának csapata a román élvonalban szerepel. A klubot 2009-ben alapították, mérkőzéseit a 3007 férőhelyes TeraPlast Arenában játssza. A 2024–2025-ös női EHF-bajnokok ligája, illetve a román bajnokság egyik résztvevő csapata. A klub legkiemelkedőbb eredménye a Liga Naționalăban szerzett bronzérmek.

## Sikerei
- Román bajnokság:
  - bronzérmes: 2018–19, 2022–23
- Román Kupa bronzérmese: 2017, 2024

## Játékoskeret

### A 2025-2026-os szezon játékoskerete
| Kapusok - 01 Ana Măzăreanu - 79 Daria Uhrec - 87 Renata Arruda Jobbszélsők - 27 Asuka Fujita - 30 Sonia Seraficeanu Balszélsők - 17 Jennifer Gutiérrez - 25 Eva Kerekeș - 89 Corina Lupei (sérült) Beállók - 03 Iaroslava Burlachenko - 04 Kaba Gassama - 07 Tamires Morena (kismama) - 37 Lorena Ostase | Balátlövők - 10 Danila So Delgado - 14 Bianca Bazaliu - 21 Aleksandra Zimny Irányítók - 09 Larissa Nüsser - 13 Cristina Laslo (c) - 23 Paula Arcos Poveda - 24 Stefania Stoica Jobbátlövők - 08 Monika Kobylińska - 18 Daria Bucur (sérült) - 98 Seyna Mbengue |

### Változások a 2025-26-os szezont megelőzően
| Érkezők - Larissa Nüsser (a Vipers Kristiansand csapatától) (azonnal) - Paula Arcos Poveda (a Vipers Kristiansand csapatától) (azonnal) - Ana Măzăreanu (az SCM Gloria Buzău csapatától) (azonnal) - Daria Bucur (az SCM Gloria Buzău csapatától) (azonnal) - Lorena Ostase (a Rapid București csapatától) (azonnal) - Stefania Stoica (a Rapid București csapatától) - Corina Lupei (a HC Dunărea Brăila csapatától) - Daria Uhrec (a CSM București csapatától) - Monika Kobylińska (a CSM București csapatától) - Aleksandra Zimny (a CSJ Prahova csapatától) - Kaba Gassama (a HB Ludwigsburg csapatától) - Jennifer Gutiérrez (az RK Krim Ljubljana csapatától) - Carlos Viver (vezetőedző) | Távozók - Ivana Kapitanović (azonnal) - Gnonsiane Niombla (a JDA Dijon csapatához) (azonnal) - Alexandra Perianu - Maria Țanc - Nicoleta Dincă (a CSM Slatina csapatához) - Kácsor Gréta (a CSM Slatina csapatához) - Nikolina Vukčević (a CSM Slatina csapatához) - Valeriia Kirdiasheva (a HC Dunărea Brăila csapatához) - Natalia Nosek (az SCM Craiova csapatához) - Dagmara Nocuń (a ŽRK Budućnost csapatához) - Florentin Pera (vezetőedző) (a Vâlcea csapatához) |

## A klub történetének nevesebb játékosai
- Ana Maria Iuganu
- Ana Maria Măzăreanu
- Carmen Stoleru
- Daniela Crap
- Daniela Rațiu
- Daniela Todor
- Gabriela Preda
- Laura Moisă
- Laura Pristăvița
- Magdalena Paraschiv
- Marinela Gherman
- Melinda Terec
- Oana Țiplea
- Raluca Băcăoanu
- Valentina Ardean-Elisei
- Iulia Dumanska
- Valentina Salamaha
- Anastasija Babović
- Ljubica Nenezić
- Nina Bulatović
- Jelena Trifunović
- Jovana Kovačević
- Nina Zulić
- Paula Posavec
- Meike Schmelzer
- Ida-Marie Dahl
- Déborah Kpodar
- Almudena Rodríguez
- Paula García
- Alexandrina Cabral
- Darly de Paula
- Mariana Costa